# مایت کلاسن
مایت کلاسن (استونیایی: Mait Klaassen؛ زادهٔ ۲۳ ژانویهٔ ۱۹۵۵) سیاست‌مدار و نماینده سابق مجلس اهل استونی است. وی از سال ۱۹۹۷ تا ۱۹۹۹ وزیر آموزش استونی بوده‌است.